# مادونا كييف
مادونا كييف هي صورة رمزية لامرأة ترضع طفلاً؛ والتي لجأت إلى مترو أنفاق كييف لحماية نفسها من الهجوم أثناء قصف القوات المسلحة للاتحاد الروسي للعاصمة الأوكرانية كييف في عام 2022م. حيث أصبحت الصورة التي التقطها الصحفي أندراش فولديس شائعة على الإنترنت، ومثالاً على كل من الأزمة الإنسانية والحرب الظالمة. كانت الصورة مصدر إلهام لأيقونة معروضة في الكنيسة الكاثوليكية في مونيانو دي نابولي بإيطاليا، والتي أصبحت رمزًا فنيًا للمقاومة والأمل.

## التاريخ
في الأيام الأولى للحرب الروسية في أوكرانيا، ظهرت صورة تاتيانا بليزنيك البالغة من العمر 27 عامًا وهي ترضع ابنتها ماريشيكا، البالغة من العمر ثلاثة أشهر والتي لجأت إلى أنفاق مترو كييف لحماية نفسها من الهجوم خلال قصف المدينة من قبل القوات المسلحة للاتحاد الروسي، لفتت انتباه الصحفي المجري أندراس فولديس، وقام بتصويرها بشكل عفوي، لجأت المرأة إلى مترو الأنفاق مع زوجها وطفلتها منذ 25 فبراير 2022م. رغم أنه كان من المفترض أن يتم إجلاؤهم في 26 فبراير، لكنهم لم يتمكنوا من الخروج من النفق الذي كانوا يحتمون فيه بسبب القتال. انتشرت الصورة على نطاق واسع، حتى تمت مشاركتها من قبل الموقع الرسمي للفاتيكان. كانت الفنانة الأوكرانية مارينا سولوميننيكوفا- من دنيبر- من بين الذين رأوها، أُستخدمت الصورة الأيقونية للمرأة؛ كمصدر إلهام عن مريموهي ترضع طفلها، في الصورة اسُتخدم غطاء رأس امرأة أوكرانية كحجاب لمريم ورأسها مُصوَّرة أمام خريطة مترو أنفاق. في 5 مارس 2020 م، نشر الفنان الصورة التي رسمها على الإنترنت.
بناءً على طلب الكاهن اليسوعي فياتشيسلاف أوكو، أُرسلت نسخة قماشية من لوحة "مادونا من المترو" إلى إيطاليا؛ للاحتفاظ بها في المكانالذي يعمل به الكاهن. في يوم الخميس المقدس كرس رئيس أساقفة نابولي اللوحة كهدف للعبادة. عُرضت الأيقونة في كنيسة قلب يسوع الأقدس الملقبة "مادونا كييف" الواقعة في بلدية مونيانو دي نابولي.كُرست الأيقونة من قبل البابا فرانسيس في 25 مارس 2022. لاحقًا لجأت تاتيانا بليجنياك إلى لفيف.

## الدلالة
أصبحت الصورة مثالاً على الأزمة الإنسانية والحرب الظالمة، ورمزًا للأمل والمقاومة الصامتة للأوكرانيين. تعبر الصورة عن والدة يسوع الناصري، التي لجأت من خطر هيرودس الكبير، اليوم رمزًا لمريم الحديثة؛ التي تلجأ من عنف الحرب وترضع طفلها مثله.